# Christoph Ostorodt
Christoph Ostorodt, auch Krzysztof Ostorodt (* um 1560 in Goslar; † 8. August 1611 in Buschkau bei Danzig) war ein deutscher Prediger und führender Vertreter des deutsch-polnischen Unitarismus.

## Leben und Werk
Christoph Ostorodt wurde um 1560 in Goslar als Sohn eines lutherischen Predigers geboren. Ab 1581 studierte er in Königsberg und wurde nach Studienabschluss Rektor einer Schule im pommerischen Schlochau (polnisch: Człuchów) unweit der polnischen Grenze. Hier kam er in Kontakt mit den heterodox aufgestellten Danziger Mennoniten um den Stadtschreiber Matthias (Matthäus) Radecke, der später selbst Unitarier werden sollte. Auch Ostorodt trat 1585 den Polnischen Brüdern (Ecclesia Minor), also der unitarischen Kirche in Polen und Litauen, bei und wurde noch im selben Jahr auf der Synode zu Chmielnik als Erwachsener getauft. Aufgrund seiner antitrinitarischen Auffassung verlor er seine Stelle als Rektor in Schlochau und übersiedelte daraufhin ins nahe Danzig. Später wurde er Prediger in Raków (Rakau), das damals eines der Zentren der polnischen Unitarier darstellte. Im Jahre 1598 begleitete er den polnischen Aristokraten Andreas Wojdowski auf eine Reise in die Niederlande, wo er Ernst Soner für den Unitarismus gewinnen konnte. Soner baute später den unitarischen Kreis an der Universität Altdorf auf. In den Niederlanden traf er auch Vertreter der täuferischen Mennoniten, mit denen er in Hinblick auf die Bekenntnistaufe und den christlichen Pazifismus übereinstimmte. Es kam hierbei insbesondere zu einem Austausch mit Hans de Ries. Später stand Ostorodt auch mit Danziger Mennoniten über eine mögliche Union beider Kirchen in Kontakt. Die Niederlande waren jedoch auch ein Ort eines ernsten Zwischenfalls, als Ostorodt und Wojdowski 1598 in Amsterdam festgehalten, vom niederländischen Parlament ausgewiesen und deren Bücher verbrannt wurden. Die reformierten Theologen Franciscus Gomarus, Franz Junius der Ältere und Lucas Trelcatius stellten im August 1598 ein Gutachten aus, dass die unitarische Literatur als blasphemisch brandmarkte. Diese Vorfälle führten letztlich zur Gründung der Rakauer Akademie 1602, um polnischen unitarischen Studenten in Zukunft nicht der Gefahr einer möglichen religiösen Verfolgung im Ausland auszusetzen.
1604 gab Ostorodt seine Hauptschrift Unterricht von den vornehmsten Hauptpunkten der christlichen Religion heraus, die eine Übersicht der sozianischen Theologie enthielt und zu einem der bekanntesten Schriften des früh-neuzeitlichen Sozinianismus werden sollte. Die Schrift kam ein Jahr vor dem von unter anderem von Valentin Schmalz herausgegeben Rakauer Katechismus heraus. Im Jahr 1605 übernahm er als Prediger die unitarische Gemeinde in Buschkau bei Danzig. In Hinblick auf die Glaubenspraxis vertrat Ostorodt einen täuferischen Ansatz, wie er vor allem zu Beginn der unitarischen Bewegung noch stärker kennzeichnend gewesen war, und geriet hierüber in Konflikt mit Schmalz und anderen führenden Vertretern der Polnischen Brüder. Auf der Kirchensynode 1610 in Raków, auf der unter anderem Schmalz, Johann Völkel, Hieronymus Moskorzowski und Adam Goslaw anwesend waren, wurde deutlich, dass Ostorodt sich mit seinen Positionen nicht durchsetzen konnte. Ostorodt hielt jedoch an seinen unitarisch-täuferischen Anschauungen fest. Ein Jahr nach der Synode zu Raków starb Ostorodt in Buschkau.